# Tang Szu-cung kínai császár
Tang Szu-cung (711. február 21. – 762. május 16.) kínai császár 756-tól haláláig.
I. Hszüan Cung császár fiaként született. Már 45 éves volt, amikor öreg édesapja 756-ban lemondott a trónról a An Lu-san-féle lázadás miatt. Szu Cung ugyan a kisebb fejedelmek segítségével hamar leverte a lázadást, de később teljesen kiszolgálta a hatalmat feleségeinek és az eunuchoknak.
Bajait növelte, hogy a kantonban nagy kereskedelmi tevékenységet folytató perzsák és arabok uralkodása alatt kirabolták a helyi magtárakat, felgyújtották a boltokat, és a tengeren elmenekültek. Szu Cung ismerte és pártolta a nesztoriánus kereszténységet, egyes elképzelések szerint maga is felvette azt.
Szu Cung 6 évnyi uralom után 51 korában hunyt el. A trónon fia, II. Tang Taj-cung követte.

## Lásd még
- A Tang-dinasztia családfája

| Előző uralkodó: I. Hszüan Cung | Kínai császár 756 – 762 | Következő uralkodó: II. Tang Taj-cung |